# Ryan Sharp
Ryan Sharp né le 29 avril 1979 à Newtonhill est un pilote automobile anglais. Il est aujourd'hui le team manager de l'écurie Hitech Racing.

## Carrière
- 1999 : Formule Fist britannique, 2e
- 2000 : Formule Ford britannique junior, 4e
- 2001 : Formule Ford britannique, 12e
- 2002 : Formule Renault britannique, 6e
- 2003 : Championnat d'Allemagne de Formule Renault, Champion (5 victoires)
- 2004 : Eurocup Formule Renault, 2e (2 victoires)
- 2005 : GP2 Series, 23e
  - World Series by Renault, 21e
- 2006 : WTCC, 18e 
  - ETC Cup, Champion (2 victoires)
- 2007 : FIA GT catégorie GT1, 2e (3 victoires)
- 2008 : FIA GT catégorie GT1, 6e (3 victoires)
- 2009 : 4 courses en FIA GT catégorie GT1, 13e (1 victoire)